# Juan Zufriateguy
Juan Zufriateguy war ein uruguayischer Politiker.
Zufriateguy saß in der 3. Legislaturperiode zunächst als stellvertretender Abgeordneter vom 16. Februar 1839 bis zum 26. Oktober 1841 für das Departamento Cerro Largo in der Cámara de Representantes. In den folgenden beiden Wahlperioden war er dort dann als gewählter Volksvertreter für das Departamento Montevideo vom 28. Oktober 1841 bis 14. Februar 1846 vertreten. Im Rahmen seiner parlamentarischen Tätigkeit hatte er 1841 unter Kammerpräsident Julián Álvarez das Amt des Zweiten Vizepräsidenten des Abgeordnetenhauses inne. 1844 war er als Nachfolger Pedro Vidals
Kammerpräsident.